# سیارک ۴۳۸۴۱
سیارک ۴۳۸۴۱ (به انگلیسی: 43841 Marcustacitus، نامگذاری:1993HB)چهل و سه هزار و هشتصد و چهل و یکمین سیارک کشف شده‌است که در ۱۷ آوریل ۱۹۹۳ کشف شد.